# Lapovci
Lapovci – wieś w Chorwacji, w żupanii osijecko-barańskiej, w gminie Trnava. W 2011 roku liczyła 280 mieszkańców.